# Album Title Goes Here
Album Title Goes Here (stylizováno jako > album title goes here <) je šesté studiové album kanadského producenta Deadmau5e. Celosvětově (kromě USA a Kanady) bylo album vydáno 24. září 2012.

## Seznam skladeb
| Oficiální seznam skladeb | Oficiální seznam skladeb                      | Oficiální seznam skladeb |
| Pořadí                   | Název                                         | Délka                    |
| ------------------------ | --------------------------------------------- | ------------------------ |
| 1.                       | Superliminal                                  | 6:33                     |
| 2.                       | Channel 42 (s Wolfgangem Gartnerem)           | 4:51                     |
| 3.                       | The Veldt (8 Minute Edit) (feat. Chris James) | 8:42                     |
| 4.                       | F'n Pig                                       | 8:52                     |
| 5.                       | Professional Griefers (feat. Gerard Way)      | 4:03                     |
| 6.                       | Maths                                         | 6:51                     |
| 7.                       | There Might Be Coffee                         | 7:03                     |
| 8.                       | Take Care of the Proper Paperwork             | 7:13                     |
| 9.                       | Closer                                        | 7:12                     |
| 10.                      | October                                       | 7:23                     |
| 11.                      | Sleepless                                     | 4:51                     |
| 12.                      | Failbait (feat. Cypress Hill)                 | 4:51                     |
| 13.                      | Telemiscommunications (feat. Imogen Heap)     | 4:07                     |

| iTunes bonus tracks | iTunes bonus tracks                                   | iTunes bonus tracks |
| Pořadí              | Název                                                 | Délka               |
| ------------------- | ----------------------------------------------------- | ------------------- |
| 14.                 | Strobe (Live Version)                                 | 4:56                |
| 15.                 | The Veldt (Tommy Trash Remix) (featuring Chris James) | 6:52                |
| 16.                 | Professional Griefers (Radio Edit) (feat. Gerard Way) | 3:02                |

| Limited 2CD edition bonus tracks | Limited 2CD edition bonus tracks                        | Limited 2CD edition bonus tracks |
| Pořadí                           | Název                                                   | Délka                            |
| -------------------------------- | ------------------------------------------------------- | -------------------------------- |
| 14.                              | Professional Griefers (Instrumental) (feat. Gerard Way) | 6:24                             |
| 15.                              | Professional Griefers (Radio Edit) (feat. Gerard Way)   | 3:02                             |
| 16.                              | The Veldt (Tommy Trash Remix) (feat. Chris James)       | 6:52                             |
| 17.                              | The Veldt (Freeform Five Remix) (featuring Chris James) | 3:11                             |
| 18.                              | Strobe (Live version)                                   | 4:56                             |

## Hudební videoklipy
- The Veldt feat. Chris James[6]
- Professional Griefers feat. Gerard Way[7]